# Boario (Gromo)
Boario [boˈaːɾjo] (Boér [boˈeɾ] in dialetto bergamasco) è una frazione di Gromo paese in provincia di Bergamo dell'alta val Seriana, la frazione parte dal fondovalle lungo la parete a est del fiume Serio fino alla località Spiazzi, ed è la frazione più abitata.
L'etimologia deriva dall'essere sempre stato un luogo destinato all'allevamento del bestiame. Una pergamena del 1179 riporta Paulus de Boero.

## Geografia fisica

### Territorio
La frazione è situata sulla parte sinistra orografica del fiume Serio, e dista 1,79 km dal capoluogo e a 900 m s.l.m. inizia con la località Valzella fino a raggiungere il centro più antico dove è presente una chiesa barocca dedicata a san Bartolomeo. 
Dal fondovalle la frazione era raggiungibile fino agli anni '50 del Novecento, da un sentiero lastricato detto mulattiera ancora percorribile, anche se in più parti tagliato dalla strada asfaltata.  Con la realizzazione della nuova strada è dagli inizi degli anni '70, è iniziata una lenta urbanizzazione della frazione, specialmente per la villeggiatura milanese con la costruzione di seconde case, diventando una località turistica per gli amanti della montagna e degli sporti invernali, grazie agli impianti di risalita che si trovano più a monte nella località Spiazzi.
Boario è parte del Parco Regionale delle Orobie.

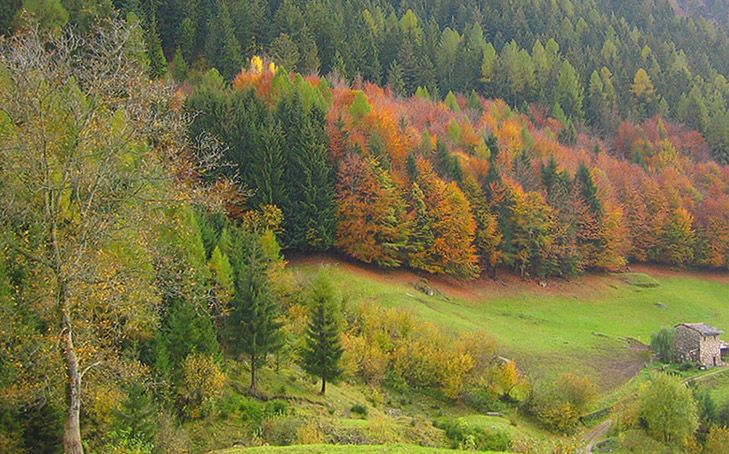
Monte Redondo

## Storia
La storia della frazione segue le vicende del capoluogo, anche se durante il periodo dell'unione dei comuni di Gromo, Valgoglio, Gandellino e Ardesio, unione chiamata la quadra che decorse dal 1610, la località sembra voler avere una sua autonomia, risale infatti al 1612 la divisione del territorio dal capoluogo, per poi ricongiungersi a Gromo nel 1621.
Saranno le testimonianze dei pastori della frazione a documentare l'accaduto del 1 novembre 1666 sul capoluogo trovandosi sulla facciata della valle posta di fronte alla frana.

## Monumenti e luoghi d'interesse

### Chiesa di San Bartolomeo
Della Chiesa di San Bartolomeo, dedicata a san Bartolomeo non si conoscono le origini, venne citata per la prima volta in un atto notarile di Stefano Robardi nel 1429, visitata nel 1575 da San Carlo Borromeo in vista pastorale e poi nominata Parrocchia dal Vescovo Daniele Giustiniani nel 1677.  L'architrave sull'ingresso posto sul lato a sud riporta la data 1572, data di una prima ristrutturazione:
La facciata settecentesca, così come il lato destro, è preceduto da un portico e si affaccia sulla vecchia strada comunale.
In essa si trovano opere di pregio, tra cui il polittico dei Marinoni dipinto a più mani nel corso degli anni. Iniziato da Antonio Marinoni, proseguito poi dal figlio Ambrogio, e consegnato nel 1551 con un documento che nomina unam anchonam in qua erat sculpta Imago Sancti Bartholomei et aliorum Sanctorum adorata, quanto anche questo era morto nel frattempo, tanto che nel 1563 dato il mancato pagamento del saldo dell'opera, la vedova di quest'ultimo, Giulia Pedruzzi, incaricò due pittori per la sua ultimazione Nicola Boneri, sostituito da Giovan Antonio Agnelli, e Giovanni Battista Moroni.
La pala della “Natività e santi”, datata 1777, posta sull'altare di destra è opera di Saverio Dalla Rosa.